# Патрик Ротфус
Патрик Ротфус (на английски: Patrick Rothfuss) е американски писател на бестселъри в жанра фентъзи.

## Биография и творчество
Патрик Ротфус е роден на 3 юни 1973 г. в Медисън, Уисконсин, САЩ. От малък е стимулиран от родителите си да чете. Започва да пише разкази и поезия още като ученик. Записва се през 1991 г. в Университета на Уисконсин в Стивънс Пойнт и прекарва там като студент 9 години учейки различни специалности като инженерна химия, клинична психология и други. Завършва през 1999 г. с бакалавърска степен по английски език. През 2002 г. завършва Университета на Вашингтон с магистърска степен по специалността си.
След дипломирането си се връща в катедрата по английски език в Университета на Уисконсин, където преподава на половин работен ден като заместник асистент. През цялото време на следването си и след това, Патрик Ротфус пише своята първа и доста обемиста книга. Когато най-после намира издател е принуден да я раздели на няколко части.
Първият фентъзи роман „Името на вятъра“ от поредицата „Хрониките на Кралеубиеца“ излиза през 2007 г. и става бестселър №1 в списъка на „Ню Йорк Таймс“. След успеха на книгата Патрик Ротфус напуска университета и се посвещава на писателската си кариера.
Участва в благотворителната кампания за подпомагане на деца „Worldbuilders“.
Патрик Ротфус живее със семейството си в Медисън, Уисконсин.

## Произведения

### Серия „Хрониките на Кралеубиеца“ (Kingkiller Chronicle)
1. The Name of the Wind (2007) – награда „Куил“
Името на вятъра, изд.: ИК „Прозорец“, София (2010), прев. Ангел Ангелов
2. The Wise Man's Fear (2009) – награда „Дейвид Гемъл“
Страхът на мъдреца, изд.: ИК „Прозорец“, София (2011), прев. Ангел Ангелов
3. The Slow Regard of Silent Things (2014)
Музиката на тишината, изд.: ИК „Прозорец“, София (2015), прев. Богдан Русев
4. The Doors of Stone (2014)

- The Road to Levenshir (2002) – награда „Фючър“ за разказ
- The Lightning Tree (2014) – разказ

### Серия „Приключенията на принцесата и мистър Уифъл“ (Adventures of the Princess and Mr. Whiffle)
1. The Thing Beneath the Bed (2010)
2. The Dark of Deep Below (2013)